# 双羊镇
双羊镇，是中华人民共和国辽宁省锦州市凌海市下辖的一个乡镇级行政单位。

## 行政区划
双羊镇下辖以下地区：
双羊社区、郑帮村、兴隆村、双羊村、紫荆村、腰路子村、午旗村、卧龙村、南岗子村、新站村、仁字村、长山子村、明字村、四方村和久字村。